# 인도 정부

인도 정부 부서의 조직 구조

인도 정부(힌디어: भारत सरकार)는 인도 헌법에 의해 만들어진 연방 정부이다. 
인도의 정부는 인도의 수도 뉴델리에 위치해 있으며 27개주와 8개 연방 직할지의 입법부, 행정부, 사법부의 기관으로 구성된다. 상위 조직은 영국의 웨스트민스터 체제를 모델로 하고 있다.
연방제임에도 주의 헌법과 대법원이 별도로 존재하지 않으며 사법부로 연방헌법과 연방대법원만이 존재하나, 
2019년 이전까지 예외적으로 잠무 카슈미르주는 주 헌법을 가지고 있었고 주민들은 인도의 국적 뿐만 아니라 그 주의 시민권도 보장하고 있었다.
그 이후로부터는 다른 주들과 같이 인도의 헌법이 적용되기 시작하였다.
1946년부터 1949년까지 헌법 작성 절차를 마치고 1950년 1월 26일 출범했다. 
의회는 상원과 하원의 이원제로 구성되어 있다. 상원은 250명의 의원으로 구성되어 12명은 대통령에 의해 추천되어 임명되고 나머지는 간접 선출된다. 가장 많은 수의 의원이 배정되는 우타르 프라데시주는 34명이며, 마니푸르주, 시킴주, 미조람주, 트리푸라주는 한명씩 의원을 배정받는다. 530명의 하원 의원은 직접 선거로 선출되며 20명은 8개의 연방 직할지에서 직접 선출된다. 영국계 인도인을 대표하는 2명의 하원의원은 대통령에 의해 지명된다.
대통령은 상원과 하원, 주 의회 의원으로 구성된 선거인단이 5년 임기의 대통령을 선출한다. 대통령은 군 통수권을 가진다.

## 같이 보기
- 인도의 정치
- 자유 인도 임시 정부